# Elburz
Gli Elburz (in persiano البرز‎), anche chiamati Alburz o Alborz, sono una catena montuosa nell'Iran settentrionale che si estende dall'Azerbaigian, appena a sud del Caucaso, ai confini dell'Iran con Turkmenistan e Afghanistan. Più della metà delle oltre duecento cime iraniane sopra i 4000 metri si trova in questa catena, tant'è che la più alta vetta del Medio Oriente, il Damavand, si trova proprio negli Elburz (nel distretto di Amol) e raggiunge i 5 671 m.

## Caratteristiche
I monti Elburz formano una barriera geografica e climatica fra la depressione del mar Caspio meridionale e l'Altopiano iranico. La catena montuosa si estende in larghezza per soli 60-130 km. A livello geologico, consiste di una serie di sedimenti risalenti all'era Devoniana.
Anche a causa dei suoi inverni nevosi ci sono piste da sci e rifugi, alcuni dei quali sono considerati i migliori del Medio oriente. Alcuni dei più noti sono: Dizin, Shemshak, Tochal e Darbashar.
Nella letteratura persiana gli Elburz occupano un ruolo centrale, similmente al Shāhnāma, e fanno anche parte della mitologia iranica antica. Si pensa che i monti fossero la dimora di Pershotan, un messia atteso dai devoti dello Zoroastrismo.
Non devono essere confusi, data la somiglianza del nome, con il monte Elbrus del Caucaso, che ugualmente prende il suo nome dal monte Harā Bərəzaitī della mitologia persiana.

## Ambiente
I monti Elburz racchiudono al loro interno una straordinaria varietà ambientale e rappresentano la maggiore risorsa boschiva dell'Iran. Nella parte più orientale della catena montuosa si trova il parco nazionale del Golestan.

### Flora
Alle quote superiori prevalgono i deserti d'alta quota, i quali, sul versante meridionale, si tramutano in steppe e aridi cespuglieti. Le pendici settentrionali godono di un clima totalmente differente: l'aria umida proveniente dal mar Caspio porta a frequenti precipitazioni ben ripartite durante l'anno (1000-2000 mm annui). Queste circostanze hanno favorito lo sviluppo di rigogliose foreste pluviali temperate: dette Ircana - dall'antico nome della regione attorno alle rive del mar Caspio, l'Hyrcania (Terra dei lupi) -, si stendono al di sotto dei 1000 m e sono composte principalmente da latifoglie. Sono esclusivamente presenti negli Elburz ed in alcune zone del Caucaso. Si tratta di rimanenze di foreste in passato assai più abbondanti, piene di muschi e rampicanti e con una straordinaria biodiversità. Fra 1000 e 2000 m d'altitudine invece dominano faggete a faggio orientale.

### Fauna
L'impressionante varietà di ambienti nelle isolate e incontaminate vallate ha consentito la proliferazione di una favolosa fauna. Essa comprende specie di grandi carnivori oggi a rischio di estinzione: il leopardo del Caucaso, la lince euroasiatica, il lupo indiano e l'orso bruno. Tra i carnivori si contano numerose altre specie, ad esempio la lontra, il gatto selvatico e lo sciacallo dorato, anch'essi a rischio. Estinta da una quarantina d'anni è invece la tigre del Caspio, sottospecie del felino asiatico.